# BORO-Frachter
Der BORo-Frachter (vom englischen Bulk Oil RoRo) stellt einen Schiffstyp dar, mit dem gleichzeitig trockenes Massengut oder Öl sowie RoRo-Ladung transportiert werden kann.

## Geschichte
Das Konzept wurde von Bengt Törnqvist, dem Inhaber der schwedischen Reederei Skandinavien Motorship A.S. entwickelt. Lizenzen für BORo-Schiffe wurden an Kawasaki Heavy Industries in Kōbe, Burmeister & Wain in Kopenhagen und Götaverken/Eriksberg in Göteborg vergeben. Die einzigen beiden Vertreter dieses in Schweden entwickelten Typs waren jedoch die Motorschiffe Bellman und Taube. Gebaut wurden diese 1977 bei der Kawasaki-Werft in Kōbe.
Die beiden Schiffe sollten in erster Linie Forstprodukte aus Schweden abfahren und Ölprodukte zurückbringen, dabei aber ein Höchstmaß an Flexibilität für den Transport anderer Güter aufweisen. Schon 1984/85 wurden beide Schiffe an die italienische Reederei Ignazio Messina & Cie SpA weiterveräußert, zu normalen RoRo-Schiffen Jolly Grigio und Jolly Amaranto umgebaut und sind als solche in Fahrt geblieben (April 2009). Die Jolly Amaranto erlitt am 12. Dezember 2010 auf der Reise nach Alexandria einen Maschinenschaden und musste Schlepphilfe anfordern. Auf der Schleppreise kenterte und sank das Schiff.
Die Giraglia II war ein Bulk-RoRo-Frachter, mit dem gleichzeitig Zement als Massengut sowie RoRo-Ladung transportiert werden konnte. Das Schiff ist 2002 gesunken.

## Laderaumanordnung
Die beiden Schiffe waren beim Bau in ihren ungewöhnlich schräg nach unten verjüngt gestalteten Rümpfen in vier Bereiche aufgeteilt:
- Ein mittig angeordneter, von oben über einen Lukenschacht zu befüllender Laderaum für flüssiges oder trockenes Massengut
- Ein Trailerdeck von 115 Meter Länge und sechs Metern Höhe beidseits neben dem Lukenschacht und über dem Bulkladeraum angeordnet, das über zwei 12,5 × 7,5 Meter messende Heckrampen erreicht werden kann
- Ein Autodeck von 115 Meter Länge und 2,2 Metern Höhe beiderseits neben dem Lukenschacht angeordnet, das vom Trailerdeck erreicht werden kann
- Das vom RoRo-Bereich über eine weitere Rampe zu erreichende Wetterdeck, auf dem Trailer oder Container gestaut werden können.